# Lemkenland

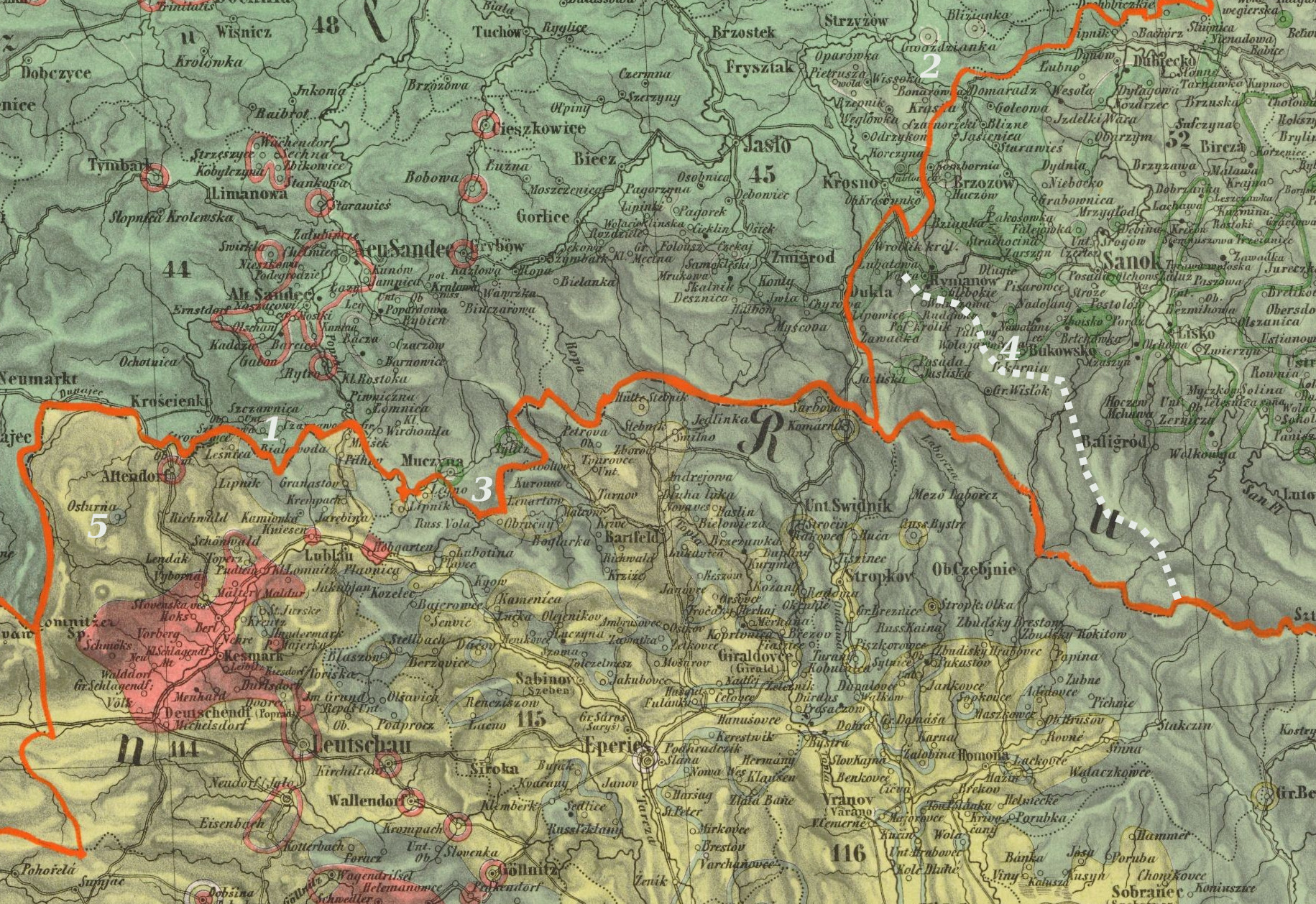
Das Lemkenland auf der ethnographischen Karte der Österreichischen Monarchie von Karl von Czoernig-Czernhausen (1855) – westlich der gestrichelten Linie; 1 – Ruś von Szlachtowa, 2 – Zamieszańcy, 3 – Wenhrini, 4 – Übergangsbereich zu den Bojken, 5 – Osturňa westlichster ruthenischer Ort

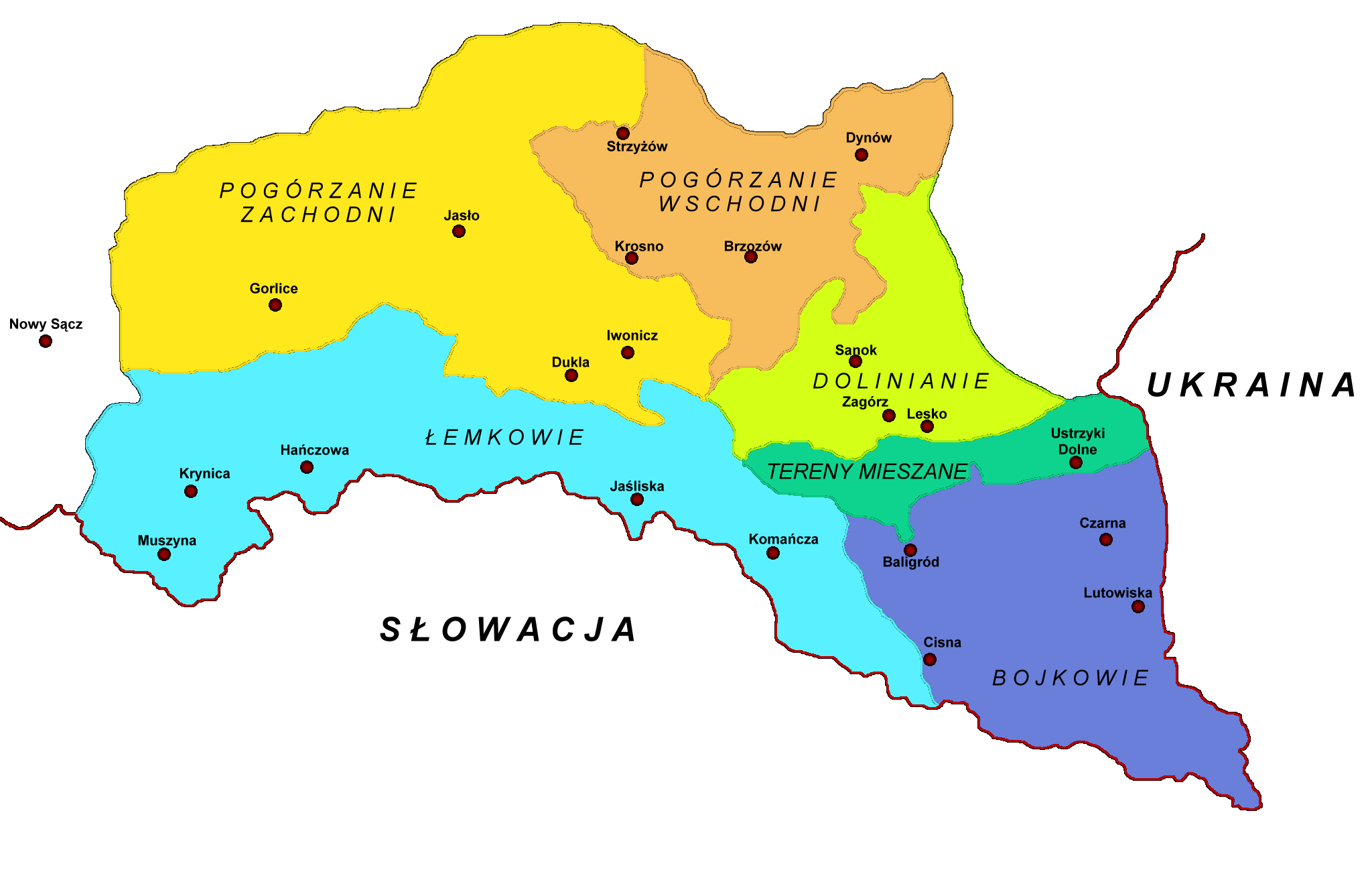
Lage des Lemkenlandes (Łemkowszczyzna) und der Siedlungsgebiete anderer beskidischer Ethnien

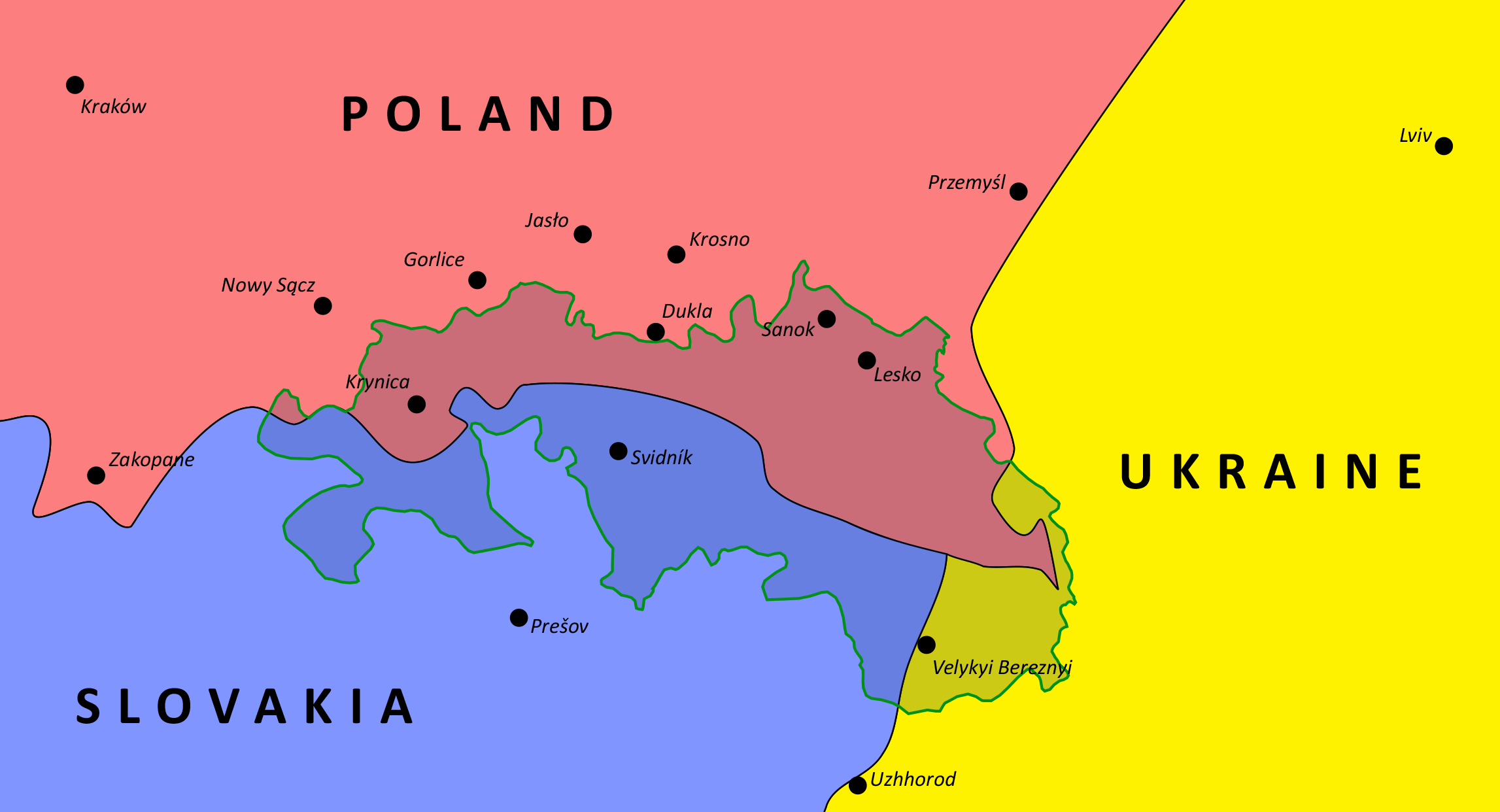
Karte des Lemkenlands mit modernen Staatsgrenzen und wichtigen Städten.

Das Lemkenland (lemkisch/russinisch Лемковина Lemkowyna; polnisch Łemkowszczyzna; ukrainisch Лемківщина Lemkiwschtschyna) ist eine ethnographische Region der Lemken im östlichen Mitteleuropa beiderseits des nördlichen Karpatenbogens und erstreckt sich im Süden entlang des Ondauer Berglands und der Waldkarpaten, historisch überwiegend nordöstliche Slowakei, zwischen der westlichen Popper und dem San.
Das Gebiet liegt heute größtenteils in den südpolnischen Woiwodschaften Karpatenvorland und Kleinpolen. Der südliche Teil des historischen Lemkiwschtschyna an der Popper beziehungsweise Poprad gehört zum Landesbezirk Prešov. Die bedeutendsten Städte im heutigen Lemko-Gebiet sind Krynica, Gorlice, Komańcza, Svidník und Humenné.

## Grenzen

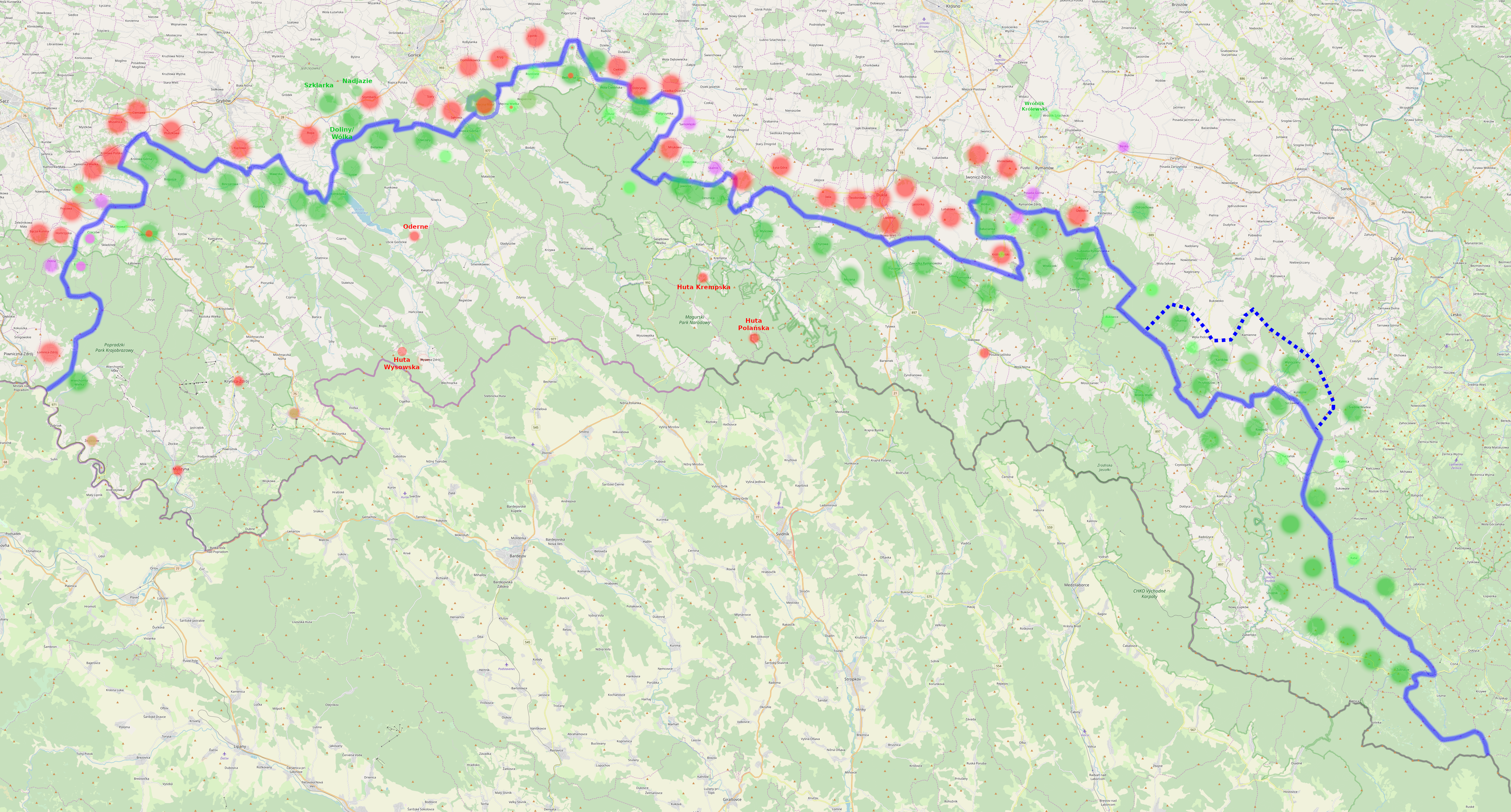
Nördliche Grenze des Lemkenlandes in Polen, nach Roman Reinfuss
Polnischer Ort
Ruthenischer Ort

Die nördlichen, westlichen und südlichen Grenzen waren am deutlichsten erkennbar – es gab jedoch lemkische bzw. ruthenische Sprachinseln, wie Ruś von Szlachtowa (1) auf der galizischen Seite, oder Osturňa (5), das westlichste ruthenische Dorf in Oberungarn.
Ethnographisch betrachtet begrenzten das Lemkenland im Norden die polnischsprachige Gruppe der Oberländer (mit Einschlag der deutschen Bauernkultur) in Polen sowie die Bojken-Kultur als auch im Süden die Gebiete der Karpatendeutschen und der Zipser Sachsen sowie die slowakische Kultur.

## Geschichte
Die Ethnogenese der Lemken erfolgte wahrscheinlich im Spätmittelalter (14. bis 15. Jahrhundert) in den Niederen Beskiden zwischen den Flüssen San und Poprad. Der Kamm der Karpaten stellte jedoch seit Jahrhunderten eine politische Grenze dar: Der südlich davon gelegene Teil des Lemkenlandes gehörte – wie die ganze heutige Slowakei – bis 1918 zum Königreich Ungarn. Das Gebiet wurde durch die ungarischen Komitate Sáros und Semplin verwaltet. Der nördlich des Gebirges gelegene Teil gehörte hingegen zum Königreich Polen bzw. der Adelsrepublik Polen-Litauen. Dort waren die lemkischen Gebiete den Woiwodschaften Ruthenien und Krakau zugeordnet.
Infolge der ersten polnischen Teilung 1772 kam dieser Teil unter österreichische Herrschaft und wurde dem Königreich Galizien und Lodomerien zugeschlagen. Aurel Popovicis 1906 vorgeschlagener Plan für eine Föderalisierung der Habsburgermonarchie, mit der auch der österreichische Thronfolger Franz Ferdinand sympathisierte, sah einen Gliedstaat „Ost-Galizien“ vor, zu dem alle Gebiete mit „ruthenischer“ Bevölkerungsmehrheit gehören sollten. Dieser hätte auch das Lemkenland – beiderseits des Karpatenkamms – umfasst. Der Plan wurde jedoch nicht umgesetzt.
Ende des 19. und Anfang des 20. Jahrhunderts gab es Auswanderungswellen aus dem Lemkenland nach Nordamerika, insbesondere ins westliche Pennsylvania (Region Pittsburgh). Der bekannteste Amerikaner mit lemkischen Wurzeln dürfte der Pop-Art-Künstler Andy Warhol sein.

Flagge der Lemko-Russinischen Republik 1918–1920

Nach dem Ersten Weltkrieg kam der südliche Teil des Lemkenlandes zur neu entstandenen Tschechoslowakei, der Norden zur wiedererrichteten Republik Polen. Im frühen 20. Jahrhundert gab es auf der polnischen Seite der Grenze um die 80.000 Lemken. In den 1930er Jahren wurde deren Anzahl auf 100.000 bis 150.000 geschätzt. In den Jahren 1918 bis 1920 traten die Lemken erfolglos dafür ein, einen eigenen Staat mit der Hauptstadt in Florynka zu errichten.
In Folge der Russophilen Bewegung in Galizien wechselten ab 1911/1912 einzelne Dörfer die Konfession von griechisch-katholisch zu orthodox. Der Verlauf wurde in den 1920er Jahren beschleunigt. Das Schisma von Tylawa im Jahr 1926 galt als die erste und die bekannteste völlige Konversion. In der Zwischenkriegszeit umfasste das Schisma etwa 40 lemkischen Dörfer mit rund 20.000 Bewohnern (1939 um 15 % der allen Lemken), davon über 50 % im Powiat Jasielski, 45 % im Powiat Krośnieński, 30 % im Powiat Gorlicki, 20 % im Powiat Nowosądecki. Um den Übertritt weiterer Lemken von der griechisch-katholischen zur orthodoxen Kirche zu verhindern, wurde 1934 eine eigene Apostolische Administration Łemkowszczyzna mit Sitz in Wróblik Szlachecki gegründet. Diese wurde unmittelbar dem Vatikan unterstellt, um den unerwünschten Einfluss des ukrainischen Klerus auf die lemkischen Katholiken zu beenden.

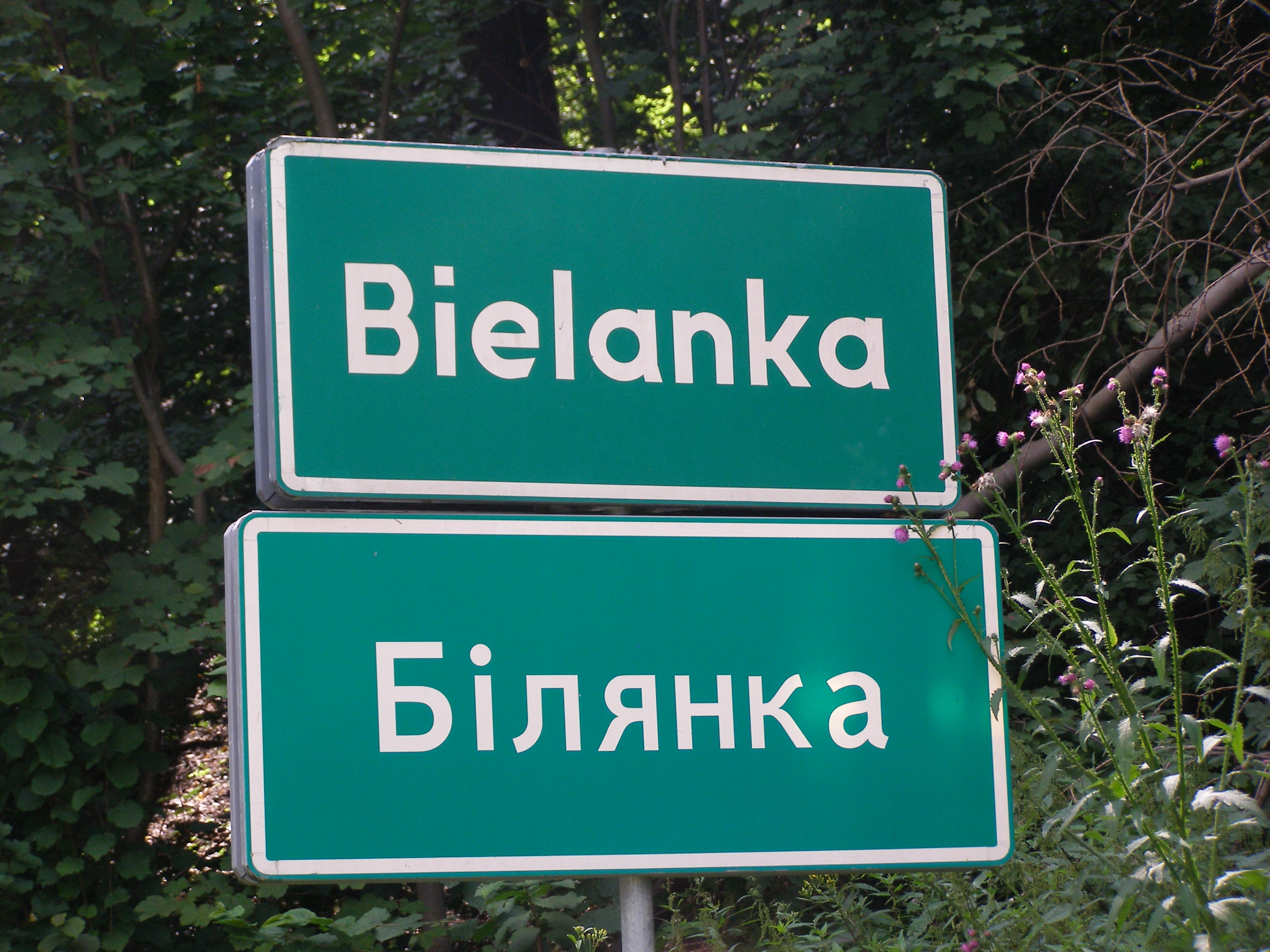
Polnisch-lemkisches Ortsschild in Bielanka (Polen)

1944 bis 1946 übersiedelten rund 65 % der Lemken in die Ukraine (teils freiwillig, teils unter Druck). Die in der Volksrepublik Polen Verbliebenen deportierte die kommunistische Regierung 1947 größtenteils in der Aktion Weichsel in den Norden und Westen Polens (vom Deutschen Reich „wiedergewonnene Gebiete“). Stattdessen wurden im früheren Lemkenland ethnische Polen angesiedelt. Die Lemken sollten auf diese Weise assimiliert und die Bevölkerung Polens ethnisch homogenisiert werden. Der Rückkehr eines Teils der Lemken begann im Jahr 1956, z. B. in die ehemalige Stadt Uście Gorlickie, die heute die einzige Ortschaft in den Niederen Beskiden mit lemkischer Mehrheit ist.

## Persönlichkeiten
Prominente Persönlichkeiten der Region:
- Emil Czyrniański (1824–1888), Chemiker aus Florynka[14]
- Maksym Sandowicz (1888–1914), „Maxim von Gorlice“, Märtyrer und Heiliger der orthodoxen Kirche
- Nikifor (1895–1968), Maler aus Krynica-Zdrój
- Wolodymyr Kubijowytsch (1900–1985), Historiker und Geograph aus Nowy Sącz
- Bohdan-Ihor Antonytsch (1909–1937), Schriftsteller aus Nowica bei Uście Gorlickie
- Andy Warhols Eltern waren Lemken aus dem Dorf Miková[15]

## Tourismus

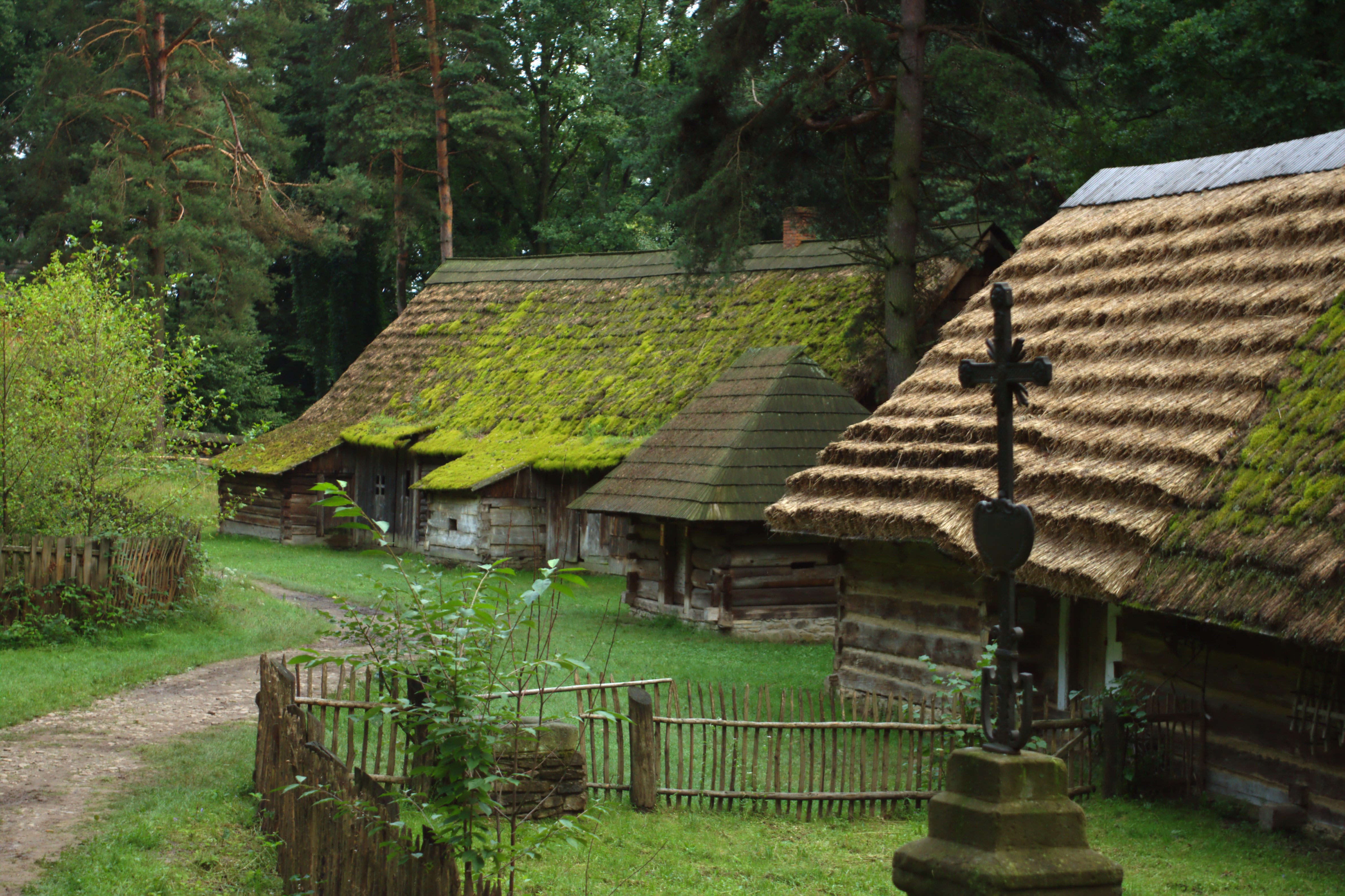
Modell einer ländlichen Siedlung mit Blockhäusern

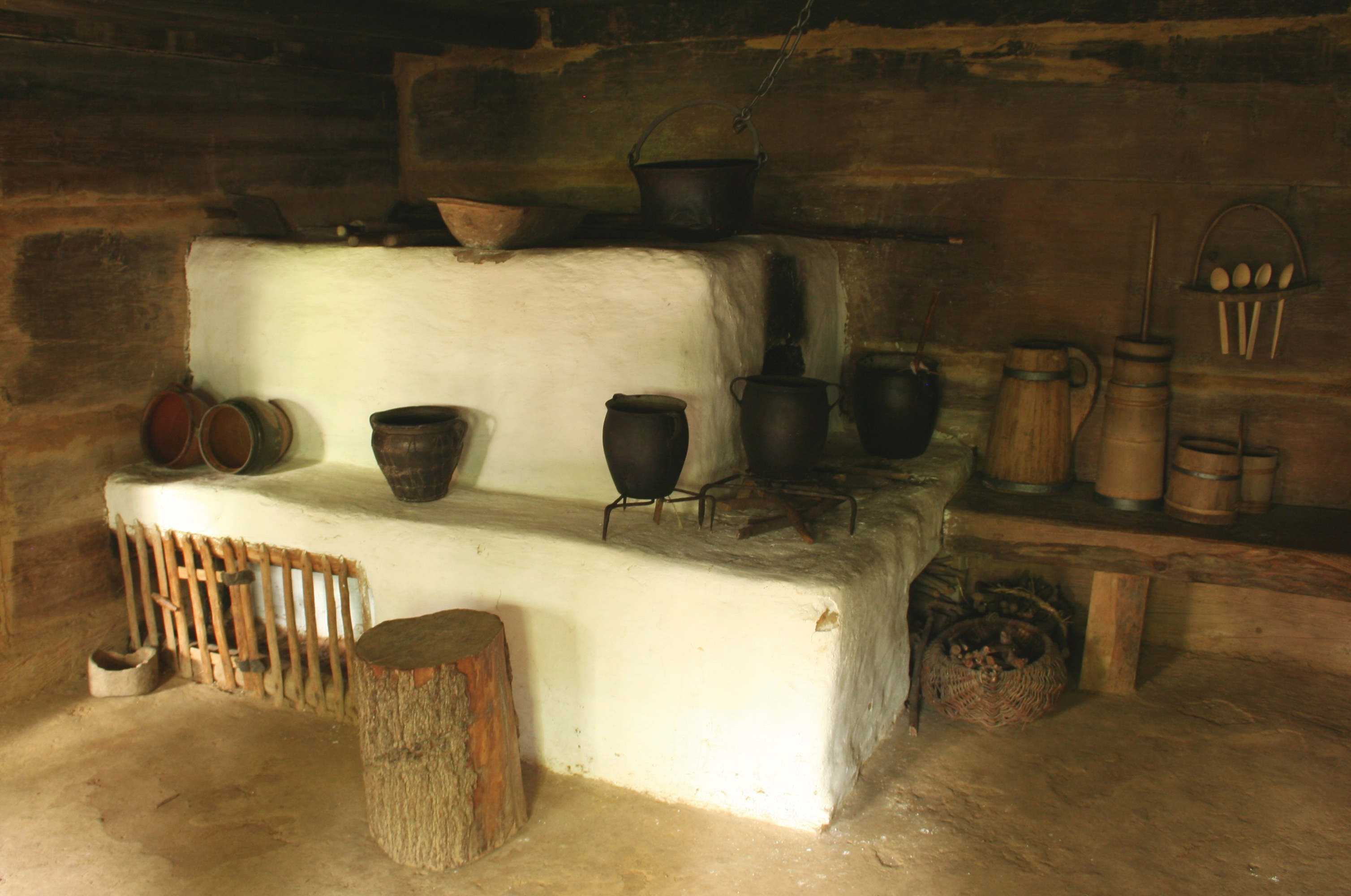
Ofen in der Hütte (von 1885)

Das Lemkenland liegt am Europäischen Fernwanderweg E8. Die Wanderwegstrecke führt vom Bardejov über den Dukla, Iwonitz-Bad, den Bukowicahügel und die Wołosate bis in die Ukraine.

### Volkskultur
In Polen:
- das Museum der Volksbauweise in Sanok
- die Holzkirchen der Karpatenregion, Polen

In der Ukraine:
- das Museum der Volksarchitektur und des Lebens in den Karpaten
- die Holzkirchen der Karpatenregion, Ukraine

In der Slowakei:
- Freilichtmuseum Stará Ľubovňa
- Freilichtmuseum der ukrainischen und ruthenischen Kultur, Svidník